# Jakow Salnikow
Jakow Salnikow (ros. Яков Сальников, ur. w 1918, zm. 30 lipca 1944 w Wygodzie) – oficer Armii Czerwonej, Gwardii Ludowej i Armii Ludowej, uczestnik II wojny światowej.
Urodził się w 1918 roku. Po ukończeniu szkoły średniej, pracował w fabryce w Charkowie. Po agresji III Rzeszy na ZSRR na ochotnika wstąpił do Armii Czerwonej. Do niewoli dostał się nad Dnieprem. W okolicach Częstochowy uciekł z transportu. Po kilku miesiącach, latem 1943 roku zasilił szeregi Gwardii Ludowej.  Służył w oddziale GL im. gen. J. Bema. Wiosną 1944 roku został członkiem dowództwa batalionu ze składu 3 Brygady AL im. gen. Józefa Bema. Poległ 30 lipca 1944 roku w walce z Niemcami w okolicy wsi Wygoda.